# Campionato italiano di ciclismo su strada 1924
Il Campionato italiano di ciclismo su strada 1924 si svolse su otto prove dal 30 marzo al 9 novembre 1924 e vide l'affermazione di Costante Girardengo.

## Calendario
| Data         | Evento                        | Vincitore           | Squadra       |
| ------------ | ----------------------------- | ------------------- | ------------- |
| 30 marzo     | Milano-Torino (1924)          | Federico Gay        | Alcyon-Dunlop |
| 27 aprile    | Giro del Piemonte (1924)      | Costante Girardengo | Maino         |
| 1 giugno     | Giro d'Italia (1924)          | Giuseppe Enrici     | Indipendente  |
| 13 luglio    | Giro di Toscana (1924)        | Costante Girardengo | Maino         |
| 3 agosto     | Giro del Veneto (1924)        | Costante Girardengo | Maino         |
| 7 settembre  | Giro dell'Emilia (1924)       | Pietro Linari       | Legnano       |
| 20 settembre | Corsa del XX settembre (1924) | Romolo Lazzaretti   | Jenis         |
| 9 novembre   | Giro di Lombardia (1924)      | Giovanni Brunero    | Legnano       |

## Classifica
| Pos. | Corridore           | Squadra       | Punti |
| ---- | ------------------- | ------------- | ----- |
| 1    | Costante Girardengo | Maino         | 19    |
| 2    | Federico Gay        | Alcyon-Dunlop | 16    |
| 3    | Michele Gordini     | Ganna-Dunlop  | 10    |
| 4    | Pietro Linari       | Ideor         | 9     |
| 5    | Gaetano Belloni     | Legnano       | 7     |
| 6    | Pietro Bestetti     | Maino         | 6     |
| 7    | Angelo Gabrielli    | Indipendente  | 5     |
| 7    | Romolo Lazzaretti   | Jenis         | 5     |
| 7    | Giuseppe Enrici     | Indipendente  | 5     |
| 7    | Angelo Gremo        | Maino         | 5     |